# Friedemann Bechmann

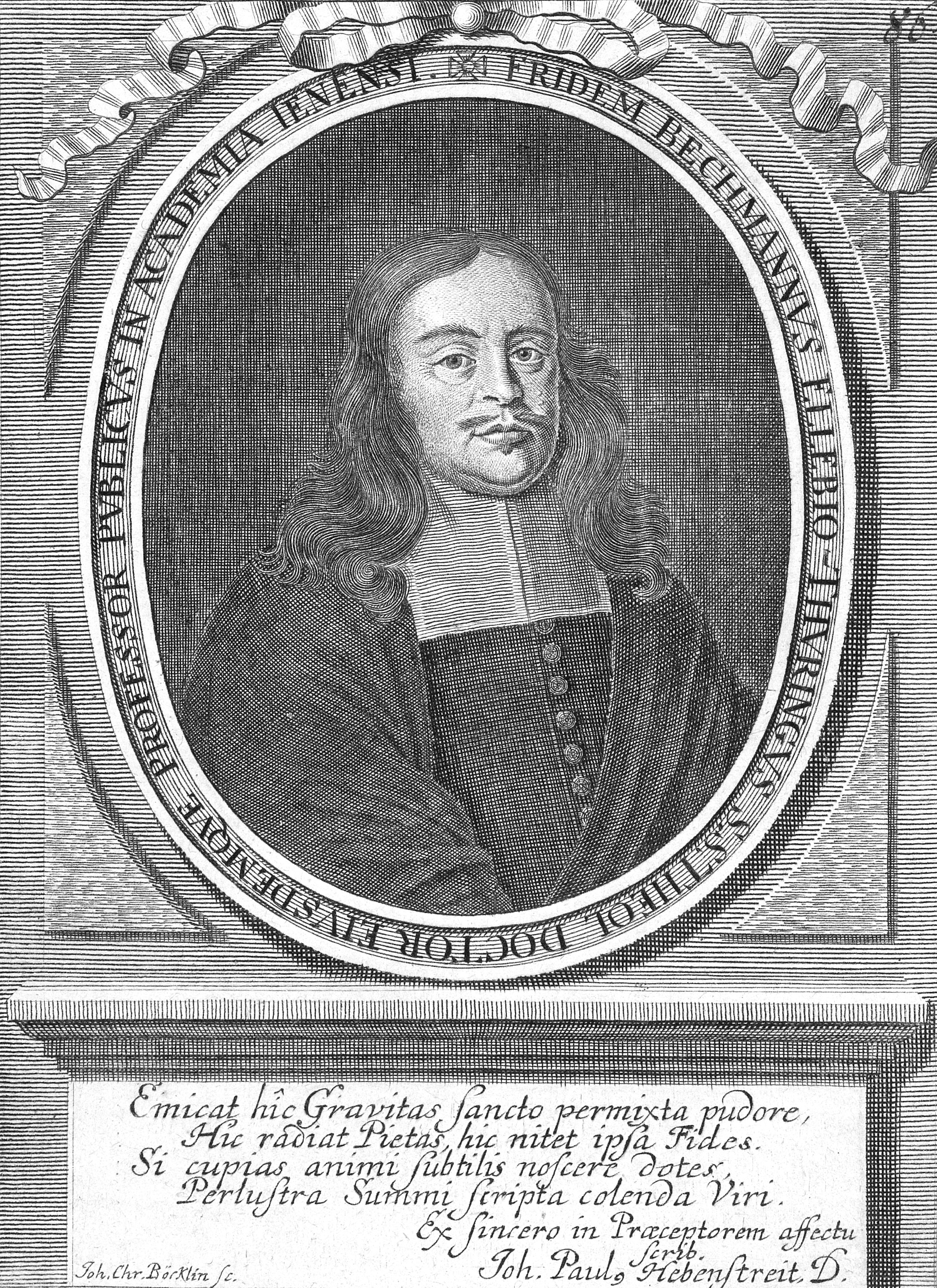
Friedemann Bechmann

Friedemann Bechmann (* 26. Juli 1628 in Elleben; † 9. März 1703 in Jena) war ein deutscher lutherischer Theologe.

## Leben
Bechmann war ein Sohn des Pfarrers Andreas Bechmann (* Remda; † 29. Mai 1633 in Elleben) und Anna Maria Glass († 12. September 1637, begr. 14. September 1637).  Nach dem Tod der Mutter, wurde er von dem Bruder der Mutter, dem Mediziner Balthasar Glass, in Arnstadt erzogen. Später wurde er von einem weiteren Verwandten, Salomo Glassius, in Gotha aufgenommen und am Gymnasium Illustre durch Andreas Reyher sowie Georg Heß ausgebildet. 1649 begann er an der Universität Jena ein Studium der Philosophie und Theologie.
Hier besuchte er an der philosophischen Fakultät die Vorlesungen von Johann Zeisold, Daniel Stahl, Paul Slevogt und Johann Christfried Sagittarius. An der theologischen Fakultät waren Johannes Musaeus, Christian Chemnitz und Johann Ernst Gerhard der Ältere seine Lehrer. Am 5. August 1651 erhielt er dort den Grad eines Magisters, 1654 wurde er Adjunkt an der philosophischen Fakultät und seit dem 16. Januar 1656 war er Professor der Philosophie und Logik. Auf Wunsch des Herzogs Ernst von Sachsen-Gotha-Altenburg wurde er zudem durch Abba Gregorius in der Äthiopischen Sprache unterrichtet. 1668 wurde er Nachfolger Johann Gebhards als Professor der Theologie und erhielt den Doktorgrad der Theologie. Im Sommersemester 1665, im Wintersemester 1671, 1675, 1681, 1687, 1693, 1697 war er auch Rektor der Alma Mater.

## Familie
Bechmann war zweimal verheiratet. Seine erste Ehe schloss er 1659 mit Margarete Roth (* 30. November 1641 in Arnstadt; † 13. März 1665 in Jena), die Tochter des Oberamtmanns Laurentius Andreas Roth (* 17. Mai 1608 in Osterode; † 22. April 1675 in Gehren) und dessen Frau Susanna Margaretha Schultze. Aus der Ehe stammt der Sohn Andreas Bechmann (* 16. Mai 1662 in Jena; † 1720 Hildburghausen), der 1683 Mediziner in Gotha, 1686 Landphysicus in Königsberg/Francken und 1692 Leibarzt und fürst. Rat Hildburghausen wurde. Dieser heiratete am 6. September 1687 in Königsberg Aemilia Elisabeth Heher, die Tochter des Amtmanns Georg Laurentius Heher. Seine zweite Ehe ging er am 20. November 1666 in Jena mit Regina Maria Frischmuth, der Tochter des Professors der orientalischen Sprachen in Jena Johann Frischmuth (* 14. April 1619 in Wertheim; begr. 22. August 1687 in Jena) und dessen Frau Anna Maria Slevogt (* 9. Mai 1630 in Jena; † 9. Juni 1672 ebd.), Tochter des Paul Slevogt, ein. Aus der Ehe stammen ebenfalls Kinder. Von diesen kennt man:
- Christina Maria Bechmann († vor Vater) verh. mit dem Jenaer Syndicus Dr. med. Joachim Seeck (* Rostock; † 26. Mai 1709 in Jena)
- Johann Tobias Bechmann († 12. Januar 1700 in Jena) jur. Cand.
- Anna Maria Bechmann verh. mit dem Consistorialassessor in Kranichfeld Christian Hübner
- Elisabeth Magdalena Bechmann
- Heinrich Friedemann Bechmann

Geschwister
- Balthasar Christian Bechmann (26. Dezember 1617–28. Mai 1669)
- Andreas Bechmann (22. September 1622–13. April 1676)[2]

## Werke (Auswahl)
Von Bechmann sind zahlreiche Disputationen bekannt, welche im Kontext seiner Hochschultätigkeit entstanden sind. Sie wurden auf Zuarbeit seiner Schüler verfasst. Von seinen eigenständigen Arbeiten sollen genannt sein:
- Systema Physicum. Jena 1665, 1675.
- Institutiones Logicae ex Aristotele eijusque optimis tum Graecis tum Latinis interpretibus concinnatae. Jena 1667, 1670, 1677, Leipzig & Gotha 1691 (8. Auflage).
- De modo Solvendi Sophismata Tractatus Logicus. Jena 1667 (archive.thulb.uni-jena.de), Gera 1671.
- Frommer Christen Heimfahrt oder Leich-Predigt, bei Beerdigung Herrn Joh. Andr. Bosii, P.P. Jena 1674.
- In Augustanam Confessionem. Jena 1677.
- Annotationes uberiores in Compendium Hutteri Theologiam polemicam. Jena 1690, 1692.
- Theologiam polemicam, conscientiania. Frankfurt & Leipzig 1698, 1702.
- Haeresiographia, in qua per singula secula ostenditur, quomodo Satanas Christum eiusque Ecclesiam per falsa dogmata oppugnauerit. Jena 1700.
- Institutiones Theologicas, in quibus articuli fidei tractantur, usus practici eruuntur, casus dubii et difficiles enodantur et variae questiones soluuntur. Jena 1701, 1707.
- Annotationes ad D. Jo. Olearii Tabulas Theologiae moralis. Jena 1702.
- Gottseliges vergieß mein nicht, d. i. Christl. und erbauliche Betrachtung der letzten Dinge des Menschen. Jena 1701.